# Димитър Цицимов
Димитър Цицимов (на гръцки: Δημήτριος Τσιτσίμης, Димитриос Цицимис) е гъркомански революционер, деец на Гръцката въоръжена пропаганда в Македония от началото на XX век.

## Биография
Димитриос Цицимис е роден в град Струмица, тогава в Османската империя. По професия е търговец на тютюн, по-късно взима участие в Гръцката въоръжена пропаганда в Македония. Организира малка въоръжена чета и действа в района на Струмица, Гевгели, Дойран, Кукуш, Мелник и Сяр. Сътрудничи си с Хараламби Козаров. Действа срещу четата на Ангел Шопов. Сътрудничи си с Емануил Кацигарис, Леонидас Папамалекос, Георги Богданцалията, Михаил Сионидис и Димитър Гоголаков.
Участва като доброволец в Балканската и Междусъюзническата войни и е разпределен да извършва разузнавателни мисии в централна Македония. След Първата световна война се установява в Кукуш и се занимава отново с търговия на тютюн. Избран е за председател на община Кукуш и е кмет на града от 25 февруари 1921 - 26 ноември 1922 година. Организира и първата скаутска група в Кукуш. За приноса си към Гърция е неколкократно награждаван с държавни отличия. Военната му екипировка и оръжието му са изложени в Музея на македонската борба в Солун.